# ماركيز رايت
ماركيز رايت (5 يوليو 1995 في الولايات المتحدة - ) (بالإنجليزية: Marquis Wright)‏ هو لاعب كرة سلة أمريكي في مركز هجوم خلفي.

## وصلات خارجية
- ماركيز رايت على موقع كرة السلة الأوروبية.كوم (الإنجليزية)
- ماركيز رايت على موقع كلية كرة السلة في سبورتس رفرنس.كوم (الإنجليزية)
- ماركيز رايت على موقع ريلجم (الإنجليزية)
- ماركيز رايت على موقع بروبوليرز (الإنجليزية)